# Reifegradmodell (Führungslehre)
Das Reifegradmodell ist ein Teilaspekt der im Jahr 1977 von Paul Hersey und Ken Blanchard entwickelten Theorie des Situativen Führens. Nach diesem Modell soll die Führungskraft einen zum Reifegrad des Mitarbeiters passenden Führungsstil wählen. Der Reifegrad wird aus der Kombination von Motivation (psychologischer Reife) und Fähigkeit (Arbeitsreife) bestimmt. Durch die Ausprägung von niedrig bis hoch ergeben sich vier Grundformen:
Reifegrad 1
nicht fähig und nicht willig
Reifegrad 2
nicht fähig, aber willig
Reifegrad 3
fähig, aber nicht willig
Reifegrad 4
fähig und willig
Zu jedem dieser Reifegrade gibt es nach dieser Theorie einen passenden (Erfolg versprechenden) Führungsstil:
Dirigieren (telling)
Gib genaue Anweisungen und überwache die Leistung!
Überzeugen (selling)
Erkläre Entscheidungen und gib Gelegenheit für Klärungsfragen!
Partizipieren (participating)
Teile Ideen mit und ermutige Entscheidungen zu treffen!
Delegieren (delegation)
Übergib die Verantwortung zur Entscheidungsfindung und Durchführung!
Empirische Überprüfungen der Theorie des Situativen Führens und somit des Reifegradmodells haben ergeben, dass dieses Modell zum einen inkonsistent und mehrdeutig ist (siehe Barnum-Effekt) und zum anderen methodische Schwächen aufweist. Folglich wird der praktische Nutzen in Frage gestellt.

## Verweise
1. ↑  G. Yukl: Leadership in Organizations. 8. Auflage. Pearson, 2013, ISBN 978-0-273-76566-0.
2. ↑  G. Yukl: Leadership in Organizations. 8. Auflage. Pearson, 2013, S. 171 f.
3. ↑  S. Robbins u. a.: Fundamentals of Management. 7. Auflage. Pearson, 2011, ISBN 978-0-13-509518-8, S. 328.